# IFK Kristianstad Fotboll
IFK Kristianstad var fotbollssektionen inom IFK Kristianstad från Kristianstad i Skåne. Föreningen bedrev fotboll från starten 1899 till dess sektionen slogs samman med lokalrivalen Vilans BoIF till Kristianstads FF 1990. 

I slutet av 1950-talet och början av 1960-talet var IFK ett av Sveriges främsta fotbollslag. Laget spelade nio säsonger i följd i division II och vann Div. II Östra Götaland 1960. Seriesegern innebar allsvenskt kvalspel men IFK förlorade samtliga matcher mot Örebro Sport (0-5), IFK Luleå (1-2) och Elfsborg (4-5), varigenom klubben gick miste om uppflyttning. Sammantaget spelade IFK 22 säsonger i division II, som serien under Allsvenskan hette fram till 1986. Dessa säsonger var l929/1930-1931/1932, 1935/1936-1937/1938, 1940/1941-1941/1942, 1956/1957-1965, 1967, 1973-1974, 1978 och 1980. Med efterföljarklubben Kristianstads FF:s enda säsong i finummet inräknad parkerar IFK på en 43:e plats i maratontabellen för näst högsta serien per 2022.

Efter uttåget ur division II 1980 föll IFK ned till femte högsta nivån (kallad division IV i slutet av 1980-talet). Laget fick se sig passerat av Vilan som Kristianstads bästa. lag Samtidigt som Vilan föll ur division III 1989 tog IFK steget upp till samma serie. De två föreningarna beslutade sig då för att göra gemensam sak för att nå eliten och slogs samman i Kristianstads FF 1990.